# ジョージア国立銀行
ジョージア国立銀行（ジョージアこくりつぎんこう、グルジア語: საქართველოს ეროვნული ბანკი sak’art’velos erovnuli banki）はジョージアの中央銀行。その地位はジョージア憲法によって定められている。
ジョージア最初の中央銀行は1919年に創立された。現在の形態の中央銀行は1991年に創設された。ジョージア憲法は、政府の統治からの独立を規定し、物価の安定に責任を負うと定めている。

## 審議会
国立銀行の最高意思決定機関は7人のメンバーから構成される審議会である。審議会の議長が国立銀行総裁である。議長の他に副議長2名がいる。審議員は大統領が推薦し、ジョージア議会が過半数の承認によって任命することにより選任され、任期は7年である。

## ジョージア憲法

### 95条
- 1. ジョージア国立銀行は、ジョージアの物価の安定に寄与し、金融部門が効率的に機能するように、貨幣制度を健全に機能させる義務を有する。
- 2. 国立銀行は銀行の銀行であるとともに、政府の銀行であり、かつ政府の金融代理業務を担う。
- 3. 国立銀行は政府に対して独立の地位を有する。その権利義務、手続、活動は、独立性同様、自然法の元に保障される。
- 4. その名称及び通貨単位は法律でこれを定める。国立銀行は通貨に関する事項に関して一切の権原を有する[1]。

### 96条
- 1. 国立銀行審議会は国立銀行の最高意思決定機関であり、その構成員の任期は7年であり、大統領の推薦により、議会の過半数の承認によって選任されなければならない。議会は、大統領の推薦を憲法64条による場合にのみ拒否することができる。
- 2. 大統領は、審議会の構成員の中から、審議会の推薦により国立銀行総裁を任命または罷免しなければならない。
- 3. 国立銀行は1年ごとにその活動について大統領に報告し、年次報告書を提出しなければならない[1]。